# Aeropuerto de Anaktuvuk Pass
El Aeropuerto de Anaktuvuk Pass (IATA: AKP, OACI: PAKP, FAA LID: AKP) es un aeropuerto público ubicado en Anaktuvuk Pass, una ciudad en North Slope Borough en el Estado de Alaska, Estados Unidos. El aeropuerto es propiedad de North Slope Borough.
Según la FAA, el aeropuerto tuvo 3.749 pasajeros en el año 2007, un incremento del 9% respecto a los 3.444 pasajeros de 2006.

## Instalaciones y aeronaves
El Aeropuerto de Anaktuvuk Pass tiene una pista designada 01/19 con 4.800 x 100 ft (1.463 x 30 m) de grava. En los doce meses previos al 31 de diciembre de 2005, el aeropuerto tuvo 3.600 operaciones, una media de 300 al mes: 89% ejecutivos y un 11% aviación general.

## Aerolíneas y destinos
- Everts Air (Allakaket)
- Warbelow's Air Ventures (Allakaket, Bettles, Fairbanks)
- Wright Air Service (Fairbanks)